# Jana Ina
Pour les articles homonymes, voir INA (homonymie).
Jana Ina, nom de scène de Janaína Vizeu Berenhauser Borba (née le 12 décembre 1976 à Petrópolis) est une animatrice de télévision, chanteuse et mannequin brésilienne faisant carrière en Allemagne.

## Biographie
Jana Ina est la fille d'un chauffeur de taxi et d'une employée, a un frère. Elle commence une formation en ballet, danse jazz, samba et autres danses latino-américaines. Elle prend aussi des cours de chant et chante dans la chorale Meninas Cantoras de Petrópolis pendant onze ans. On la découvre comme mannequin à 14 ans. À 15 ans, elle obtient un contrat avec l'agence de mannequins Elite à Rio de Janeiro. En 1994, elle commence à étudier le journalisme dans l'une des Faculdades Integradas Hélio Alonso à Rio de Janeiro.
En 1997, elle remporte les concours de beauté Miss Petrópolis et Miss Rio de Janeiro. La même année, elle participe au concours Miss Brasil 1997, où elle atteint les demi-finales. En 1998, elle est élue Miss Intercontinental à Bad Lausick. On lui propose alors de travailler en Allemagne.
En 1999, elle s'installe en Allemagne, la patrie de ses arrière-grands-parents. Elle reçoit des offres d'enregistrements. Elle est présente à de nombreuses élections Miss et événements internationaux tels que Miss Intercontinental 2000. Jana Ina est mariée à l'ancien chanteur de Bro'Sis Giovanni Zarrella depuis le 30 août 2005. Le couple a un fils né en septembre 2008 et une fille née en janvier 2013.

## Carrière
Jana Ina travaille d'abord pour GIGA, où elle présente l'émission de l'après-midi de 2004 à 2006. Elle travaille ensuite pour la chaîne de télévision indépendante Stars et, après avoir déménagé à Berlin, pour Backstage-Channel. À partir du 22 août 2006, elle devient animatrice des matchs de la World League eSport Bundesliga sur DSF.
À l'occasion de son mariage, le docu-feuilleton Just Married est diffusé une fois par semaine dans le magazine taff sur ProSieben à partir d'octobre 2005. En 2007 et 2011, Jana Ina est l'une des mannequins de l'émission Das Model und der Freak sur ProSieben. En 2007, une émission spéciale du docu-feuilleton We are Fami est diffusée. En août 2008, le documentaire Jana Ina & Giovanni – Wir sind schwanger suit, sur sa grossesse et la naissance de son fils.
En janvier 2009, Jana Ina est présente dans la production de Sat.1 Mister Perfect – Der MännerTest . Elle fait partie du jury aux côtés de Kim Fisher et Britt Hagedorn. En janvier 2010, un autre documentaire Jana Ina & Giovanni - Pizza, Pasta & Amore est diffusé sur ProSieben montre la vie privée après la naissance de leur premier enfant et la recherche d'une maison convenable, ainsi que l'ouverture de leur restaurant Settantotto en janvier 2010.
De plus, entre novembre 2010 et mars 2011, Jana Ina et son mari font partie de l'ensemble de la revue Holiday on Ice. À partir de janvier 2011, elle est experte en stylisme et membre du jury de la troisième saison de Schluss mit Hotel Mama sur Kabel 1 et participe à l'émission de Sat.1 Der Bastelkönig en mai 2011. En juillet 2011, elle et son mari sont les présentateurs de l'émission de casting Sommermädchen 2011 sur ProSieben.
En octobre 2013, elle participe à TV total PokerStars.de Nacht, où elle remporte un prix de 50 000 euros lors du duel final avec deux membres du groupe The BossHoss. En juin 2014, elle est reporter pour le magazine de RTL Punkt 12 à l'occasion de la Coupe du monde de football dans son pays d'origine, le Brésil. En juin 2015, elle participe à Shopping Queen qu'elle gagne. En juin 2016, elle et son mari animent la transmission des célébrations de mariage de Daniela Katzenberger et Lucas Cordalis. En 2017 et 2018, Jana Ina est jurée dans les deuxième et troisième saisons de Curvy Supermodel sur RTL II. Elle est une experte de la mode sur HSE24 depuis 2017. De septembre 2017 à mars 2021, elle anime l'émission de télé-réalité Love Island sur RTL II.

## Discographie
Singles
- 2002 : Yo Te Quiero
- 2003 : Make My Day
- 2003 : Tanze Samba mit mir (avec Hape Kerkeling)
- 2019 : Così sei tu (So bist Du) (avec Giovanni Zarrella)

## Filmographie
- 2004 : Samba in Mettmann
- 2006 : Mr. Nanny (TV, ZDF)